# Samantha Davies
Pour les articles homonymes, voir Davies.
Samantha Davies, née le 23 août 1974 à Portsmouth (Angleterre), est une navigatrice britannique. Résidente en France, à Trégunc, elle s'entraîne au « Pôle France, Finistère Course au Large » situé à Port-la-Forêt. Elle arpente les mers avec son bateau dans le but d'apporter de l'argent au projet Initiatives-Cœur.

## Biographie
Elle a une formation initiale d'ingénieur, diplômée de Cambridge,,.
En 1998, elle participe au Trophée Jules-Verne avec un équipage entièrement féminin conduit par Tracy Edwards à bord du maxi catamaran Royal & SunAlliance ; celui-ci démâte au large de la Nouvelle-Zélande. Samantha Davies court trois fois la Solitaire du Figaro, trois fois aussi la Transat AG2R Lorient–Saint-Barthélemy. Elle bat deux records de la traversée de la Manche et deux records du tour des îles britanniques.
En 2007, elle devient skipper du 60 pieds IMOCA Roxy, un plan Finot-Conq double vainqueur du Vendée Globe, conçu et utilisé par Michel Desjoyeaux en 2000 et également utilisé par Vincent Riou en 2004,. À son bord, elle termine notamment quatrième du Vendée Globe 2008-2009.
Participant à l'édition 2012-2013 du Vendée Globe, Samantha Davies est contrainte à l'abandon après un démâtage dès la première semaine de course.
En 2014, elle est désignée skipper de l'équipage suédois intégralement féminin Team SCA pour la Volvo Ocean Race 2014-2015.
En 2015, elle arrive cinquième de la Transat Jacques-Vabre avec Tanguy de Lamotte à bord de l'IMOCA Initiatives-Cœur.
En 2017, elle se voit confier la barre du troisième Initiatives-Cœur par Tanguy de Lamotte, qui décide de mettre sa carrière de skipper entre parenthèses pour se consacrer à sa vie de famille. Ils participent ensemble à la Transat Jacques Vabre 2017.
Début novembre 2018, Samantha Davies prend le départ de sa première Route du Rhum, qui constitue également sa première course en solitaire à bord d'Initiatives-Cœur. Victime d'une avarie, elle abandonne dès le mercredi 7 novembre 2018.
Samantha fait partie des six femmes concourant pour le Vendée Globe en 2020, toujours sur Initiatives-Cœur, équipé depuis 2019 d'une nouvelle paire de foils. Elle participe à cette édition en même temps que son compagnon à l'époque Romain Attanasio.
Le 5 décembre 2020, elle annonce son abandon après avoir percuté un ofni. Obligée de sortir le bateau de l'eau pour réparer sa quille gravement endommagée, elle se rend au Cap, en Afrique du Sud, mais espère pouvoir terminer la course, hors compétition. Elle repart le 14 décembre pour poursuivre son tour du monde. Elle atteint l'arrivée hors course le 26 février, 110 jours après le départ.
Elle termine 5e de la Transat Jacques-Vabre en 2021. La même année elle revend son bateau à Arnaud Boissières et lance la construction d'un nouvel Imoca, toujours sponsorisé par Initiatives Cœur en vue du prochain Vendée Globe. Le 28 juillet 2022, Initiatives-Cœur 4, son premier Imoca équipé de foils, sort de son hangar de la Base sous-marine de Lorient.

## Palmarès

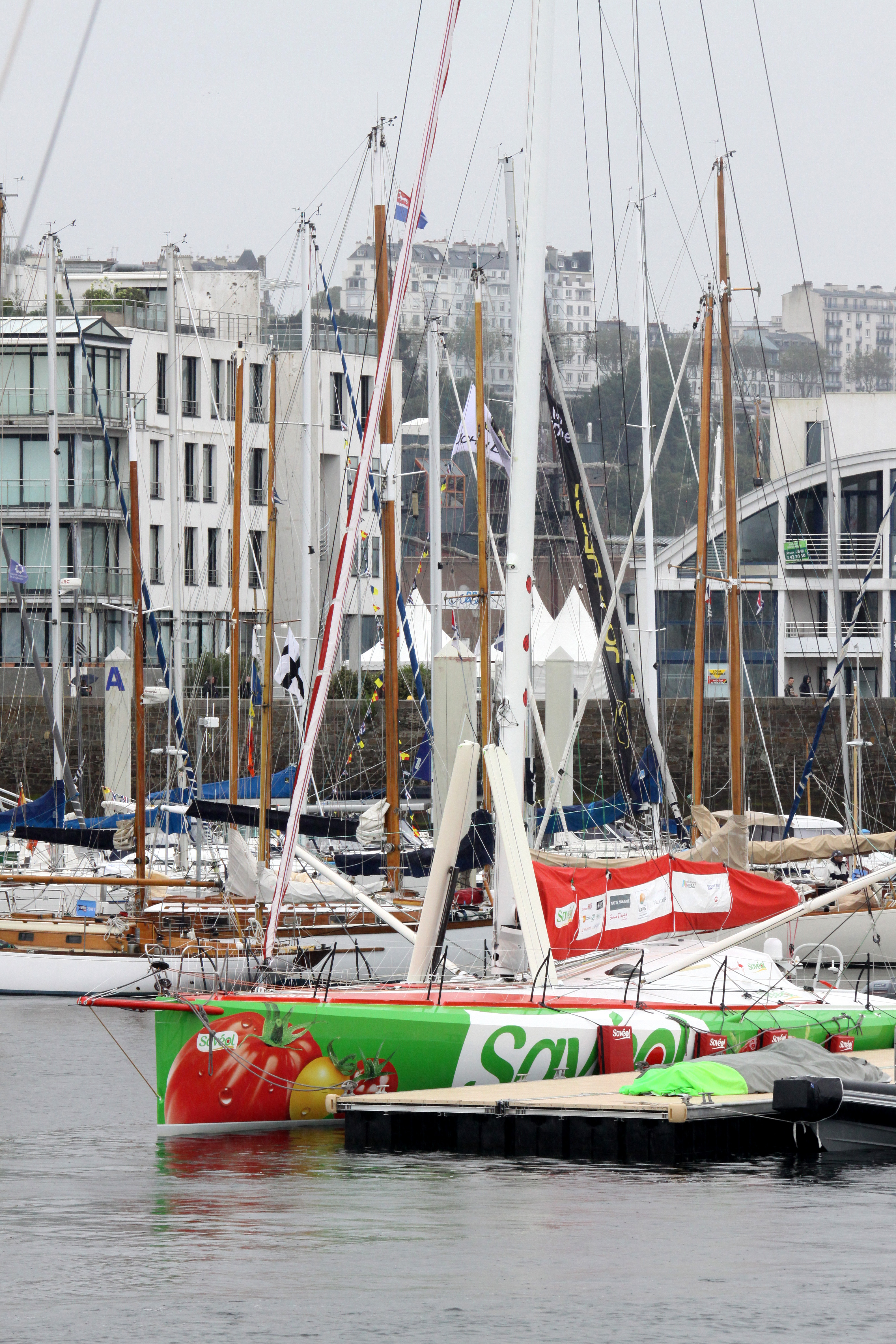
Savéol, ex-Sill et Veolia dans le port du château à Brest en juillet 2012.

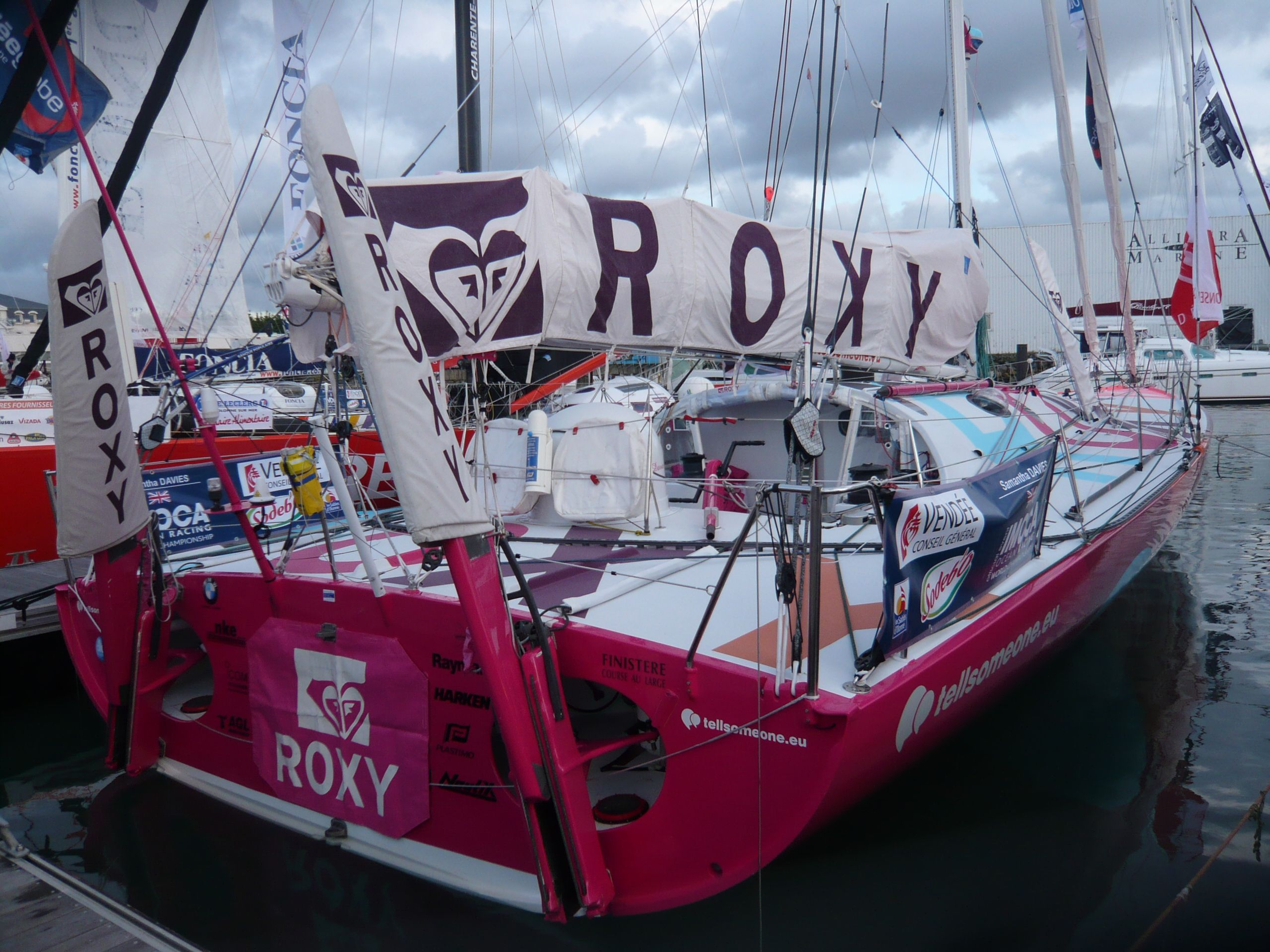
PRB sous les couleurs de Roxy à l'arrivée du Vendée Globe 2008-2009.

### Trophée BPE Saint-Nazaire - Cuba
- 2001
  - 11e de la Mini-Transat.
- 2004
  - 5e de la Transat’ Lorient-St-Barth’ avec Jeanne Grégoire

### Roxy
- 2007
  - 10e de la Transat Jacques-Vabre 2007 avec Jeanne Grégoire sur
  - 7e de la Transat Ecover BtoB 2007
- 2008
  - 5e de la Transat anglaise 2008
- 2009
  - 4e du Vendée Globe 2008-2009  en 95 jours 4 heures et 39 minutes, avec seulement 1 h 20 min de retard par rapport à Marc Guillemot.

### Saveol
- 2010
  - 4e de la transat AG2R avec Romain Attanasio
- 2012
  - Abandon Vendée Globe 2012-2013

### Team SCA(Suède)
- 2015
  - 6e de la Volvo Ocean Race 2014-2015, équipage totalement féminin.

### Initiatives Cœur, deuxième du nom

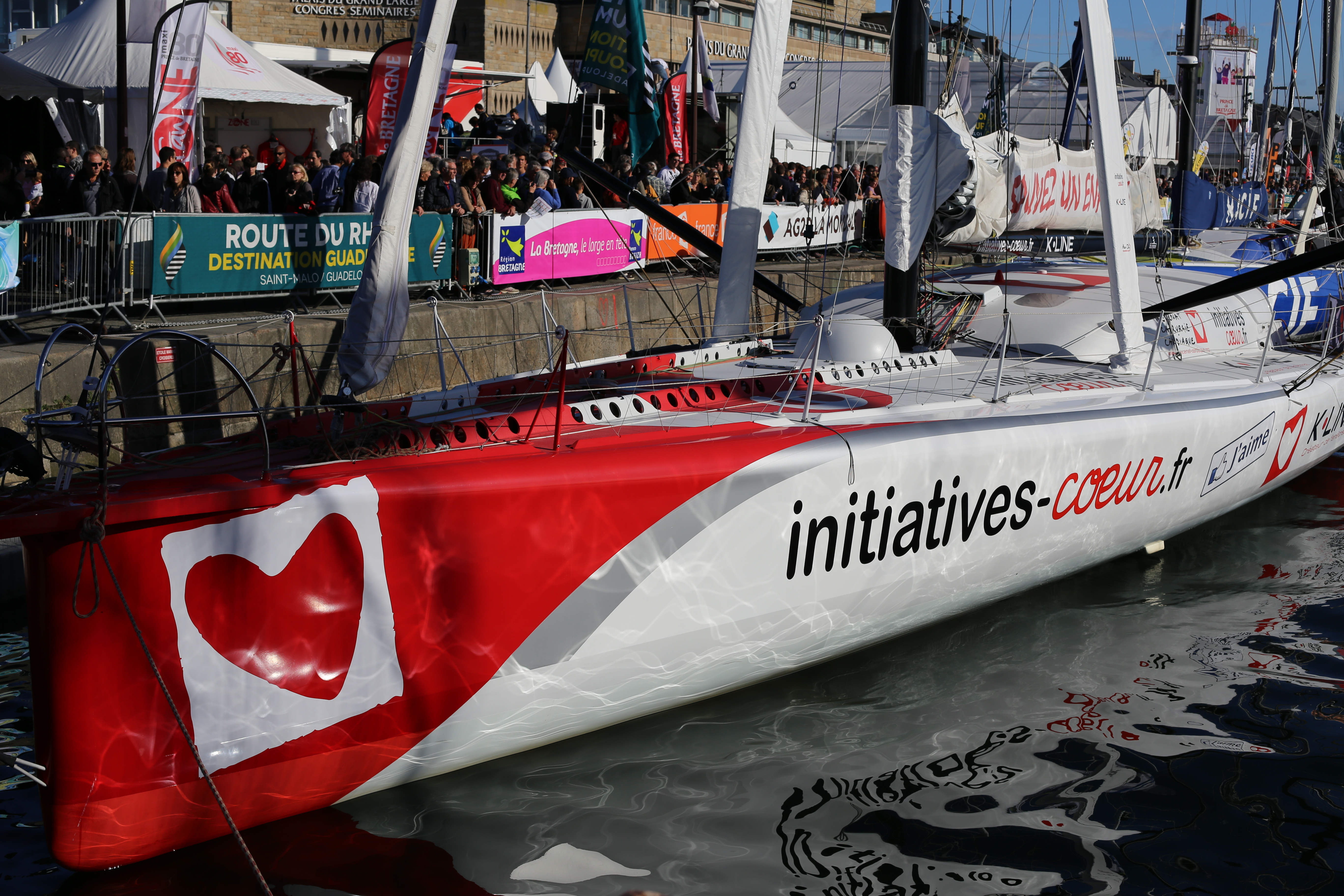
Initiatives-Cœur au départ de la Route du Rhum 2014.

- 2015 : 5e de la Transat Jacques-Vabre 2015[16] avec Tanguy de Lamotte

### Initiatives Cœur, troisième du nom
- 2017 : 6e de la Transat Jacques-Vabre[16] avec Tanguy de Lamotte
- 2018
  - 2e de la Bermudes 1000 Race[17]
  - 1re Tour de Belle-Île en monocoque (Prix Michel Malinowsky)[18].
- 2019
  - 4e de la Bermudes 1000 Race[19]
  - 7e de la Transat Jacques-Vabre 2019[20] avec Paul Meilhat.
- 2020 : abandon sur le Vendée Globe 2020-2021 (lourdes avaries par collision avec un OFNI).
- 2021 : 5e de la Transat Jacques-Vabre 2021, en double avec Nicolas Lunven.

### Initiatives-Cœur 4
- 2022
  - Défi Azimut
  - Route du Rhum
- 2023
  - 5e de la Guyader Bermudes 1000
  - 5e de la Rolex Fastnet 2023
  - 5e du Défi Azimut
  - 5e de la Transat Jacques Vabre
  - 6e du Retour à la Base
- 2024
  - 3e de The Transat

### Résultats au Vendée Globe
| Édition                | Bateau           | Classement                                      | Temps réalisé         | Retard sur le 1er |
| Vendée Globe 2008-2009 | Roxy             | 4e                                              | 95 j 04 h 39 min 01 s | 11 j 01 h 30 min  |
| Vendée Globe 2012-2013 | Savéol           | Abandon                                         | -                     | -                 |
| Vendée Globe 2020-2021 | Initiatives-Cœur | Abandon mais repart hors course (voir plus bas) | -                     | -                 |
| Vendée Globe 2024-2025 | Initiatives-Cœur | 13e                                             | 80 j 22 h 13 min 39 s | 16 j 2 h 50 min   |

### Avarie pendant leVendée Globe 2020-2021[21]
A bord de l'IMOCA Initiatives Cœur, le 2 décembre 2020 vers 19 h (temps universel), dans les 40e Rugissants, à plus de 300 miles du cap de Bonne-Espérance, Samantha Davies navigue entre 15 et 22 noeuds, sous un vent de 30 noeuds alors qu'elle occupe la 11e place dans la course du Vendée Globe. Soudain, le bateau heurte de manière nette et brutale un objet flottant non identifié (OFNI) qui n'a été détecté ni par le radar ni par Oscar, le dispositif de détection des OFNI qui équipe son mât. Elle entend des craquements. Elle est projetée dans le bateau comme beaucoup d'autres objets qui pourtant étaient attachés et comme son repas qu'elle était en train de préparer.
Elle arrête immédiatement le bateau en affalant les voiles. Elle constate des fissures au niveau des cloisons longitudinales du puits de quille. Le choc a déplacé le soufflet de vérin de quille qui assure l’étanchéité entre le puits de quille et le vérin. Elle doit actionner la pompe d'immersion pour vider l'eau qui entre par les zones endommagées.
Elle décide de regagner une zone moins agitée afin de réduire les contraintes sur la structure du bateau et fait cap vers le nord s'imposant une limite de vitesse de dix nœuds, sous tourmentin, au portant, en lien avec son équipe à terre.
Elle ressent une douleur aux côtes et se pose un strapping. Elle a aussi une douleur au cou qui disparait rapidement.
Le 5 décembre, elle annonce officiellement son abandon de la course (le Vendée Globe interdit les escales et les assistances) et arrive au Cap où une partie de son équipe technique l'a rejoint pour réparer le bateau.
Après d'intenses travaux de remise en état d'Initiatives Cœur, Samantha Davies repart le 14 décembre pour poursuivre l'itinéraire du Vendée Globe, mais n'est plus en course officiellement.

## Décorations
- Chevalier de l'ordre national du Mérite, sur le contingent du ministère de l'Europe et des Affaires étrangères, au titre de « navigatrice »[22].